# New Post
New Post is een plaats (census-designated place) in de Amerikaanse staat Wisconsin, en valt bestuurlijk gezien onder Sawyer County.

## Demografie
Bij de volkstelling in 2000 werd het aantal inwoners vastgesteld op 367.

## Geografie
Volgens het United States Census Bureau beslaat de plaats een oppervlakte van 71,0 km², waarvan 52,7 km² land en 18,3 km² water. New Post ligt op ongeveer 405 m boven zeeniveau.

## Plaatsen in de nabije omgeving
De onderstaande figuur toont nabijgelegen plaatsen in een straal van 16 km rond New Post.